# 1756 у літературі

## Книги
- «Красуня і чудовисько» — казка Жанни-Марі Лепренс де Бомон.

## Народились
- 3 березня — Вільям Ґодвін, англійський письменник.
- 13 липня — Томас Роулендсон, англійський карикатурист, книжковий ілюстратор.
- 15 вересня — Карл Філіпп Моріц, німецький есеїст, письменник.

## Померли
- 25 лютого — Еліза Хейвуд, англійська письменниця і акторка.